# Akadi
Akadi (Ah-KAH-dee è la pronuncia in inglese) è una divinità immaginaria appartenente all'ambientazione Forgotten Realms per il gioco di ruolo Dungeons & Dragons. È una divinità maggiore del pantheon faerûniano.
Il suo simbolo è rappresentato da una nuvola bianca su sfondo blu.
In Advanced Dungeons & Dragons Seconda Edizione, le sfere maggiori sono: Astrale, Elementale dell'Aria, Guarigione, Protezione, Tempo atmosferico, Totale, Viaggio. Le sfere minori sono: Combattimento, Divinazione, Elementale del Fuoco, Elementale dell'Acqua, Necromanzia. 
Nel creare questa divinità, Ed Greenwood si è ispirato a Lessa, una dea descritta da Michael Moorcock nelle storie di Elric di Melniboné.

## Caratteristiche
Akadi, una dea, incarna e governa su Toril uno dei quattro elementi, l'Aria. Assieme a Grumbar (Terra), Kossuth (Fuoco) e Istishia (Acqua) è uno dei quattro Signori Elementali. Queste divinità sono di solito scarsamente attente alle esigenze dei mortali e di chiunque non sia nativo del loro piano di esistenza; spesso ignorano i loro desideri, tanto che i suoi chierici devono compiere un sacrificio, come ad esempio, bruciare dell'incenso nel vento affinché raggiunga la dea, affinché gli venga concessa la possibilità di manipolare la magia divina. Questa disattenzione però limita il numero di fedeli, e nel Faerûn sono viste come divinità di scarso potere, tanto che si parla di culto piuttosto che di chiesa. Akadi è in grado di provocare i venti o cambiarne la direzione, ma non può provocare gravi fenomeni atmosferici come gli uragani, che sono nell'area di influenza di Talos, il Signore delle Tempeste, o di Umberlee se avvengono in altomare. I pochi seguaci di Akadi sono ulteriormente divise in varie sette, ed ognuna di esse interpreta il dogma della divinità in maniera differente: il Sussurro opera con pacatezza, inseguendo il cambiamento discretamente, mentre il Boato pratica apertamente il dogma della Regina dell'Aria. Akadi non ha forti alleanze, ma è contemporaneamente associata con Shaundakul e Aerdrie Faenya; quest'ultima è in realtà un aspetto della stessa Akadi, come si è scoperto durante la Spellplague. Akadi e Grumbar sono acerrimi nemici e, di conseguenza, lo sono anche le rispettive chiese, che non perdono occasione per contrastarsi.

### Manifestazioni
Appare di solito come un enorme tornado; è stata vista anche sotto forma di una creatura volante parlante (di qualunque tipo), la cui voce è un sussurro nel vento.